# 곽재우 유물 일괄
곽재우 유물 일괄(郭再祐 遺物 一括)은 조선 후기의 의병장 곽재우의 유물이다. 대한민국의 보물 제671호로 지정되어 있다.
대한민국 경상남도 의령군 충익사에 소장되어있다. 유물들은 임진왜란 당시 곽재우가 사용하였던 장검, 말갖춤(마구) 및 평소 사용했던 포도연, 사자철인, 화초문백자팔각대접 등 6점이다.
장검은 길이 86cm, 너비 3cm, 자루 16cm로 칼과 칼집이 한쌍이며, 보존상태가 양호하다. 손잡이 부분은 나무로 되어 있으며, 겉은 가죽끈을 교차하여 감았다. 칼등이 위로 조금 휘여 있으며, 칼집은 윗부분이 약간 부식되어 떨어졌다. 마구는 곽재우가 타고 다니던 말안장으로 부식상태가 심하여 1973년 8월에 보존 처리되었다.
벼루와 연적은 흑요암으로 만들어졌으며, 곽재우 장군이 그의 아버지와 중국 명나라에 갔을 때 황제로부터 하사받은 것이라고 전해진다. 철제로 만들어진 사자철인은 작은 인장으로, 손잡이 윗부분에 사자상을 조각하였다. 화초문백자팔각대접은 소형의 8각 대접으로 높이 6.5cm 윗지름 21.5cm 밑지름 12.5cm이고, 갓끈은 4종이 있으며 금파와 대나무, 호박으로 만들었다.

## 참고 자료
- 곽재우 유물 일괄 - 국가유산청 국가유산포털